# تشارلز ستيوارت (سياسي كندي مواليد 1864)
تشارلز ستيوارت هو قاضي ومحامي وسياسي كندي، ولد في 3 أغسطس 1864 في Middlesex County, Ontario ‏ في كندا، وتوفي في 5 مارس 1926 في كالغاري في كندا. نشط حزبياً في الحزب الليبيرالي الألبرتي. وقد انتخب عضو الجمعية التشريعية ألبرتا.